# ابقى قابلني (فلم)
ابقي قابلني فيلم مصري إنتاج عام 2009، قصة وسيناريو وحوار سيد السبكي، وهيثم وحيد، وإخراج إسماعيل فاروق، وإنتاج خالد السبكي، وإشراف إنتاجي أحمد السبكي. وتاريخ عرضه يوافق عيد الفطر لسنة 1430 هـ.

## قصة الفيلم
تدور أحداث الفيلم حول أخصائية في القانون لها نظريه تقول فيها أن أي مجرم يمكن إصلاحه إذا توافرت لديه الظروف وبالفعل قامت بتطبيق نظرياتها على مجموعة من المجرمين حيث تواجه معهم العديد من المواقف.

## الممثلون
- حسن حسني
- سعد الصغير
- علاء مرسي
- سليمان عيد
- محمد لطفي
- مها أحمد
- أميرة فتحي
- غسان مطر
- ياسر فرج
- أمينة
- إيناس النجار

## روابط خارجية
- مقالات تستعمل روابط فنية بلا صلة مع ويكي بيانات